# Chrysler ME Four-Twelve
De Chrysler ME Four-Twelve is een conceptauto van de Amerikaanse constructeur DaimlerChrysler onder de merknaam Chrysler. De wagen werd samen met de Mercedes-Benz SLR McLaren in 2004 gepresenteerd op het autosalon van Detroit. De motor is die van de Mercedes-Benz CL 65 AMG die van twee extra turbo's werd voorzien. Zo levert hij voortaan 850 pk bij 5750 tpm en 1125 Nm bij 2500 tpm.
De auto is achterwielaangedreven. Chrysler claimt dat de auto 400 km/h kan halen, nog voor het zover is, bij 300 km/h verschuift de achterspoiler 10 cm om genoeg neerwaartse druk te genereren. De voor- en achterlichten van de auto bestaan uit talloze leds. De auto is niet voor productie bedoeld, er bestaat maar één exemplaar van.
Bugatti Veyron EB16.4 · Chrysler ME Four-Twelve · Koenigsegg Agera · Koenigsegg CCXR · Lotec Sirius · Melling Hellcat · SSC Ultimate Aero TT · SSC Tuatara · Weber Faster One